# مايكل باتريك كيلي
مايكل باتريك كيلي (1977 - )، مغني وملحن أمريكي أيرلندي.
ولد في دبلن، بدأ حياته الغنائية مع اسرته الي أشتهرت بالغناء وكان لديهم فرقة خاصة أسمها "The Kelly family" والتي نجحت في بيع أكثر من 20 مليون نسخة في منتصف التسعينيات.
صدر له 5 ألبومات، وكان أول ألبوم منفرد له هو "In Exile" وبعد ستة سنوات أعلن اعتزاله ثم عاد إلى ساحة الغناء مرة أخرى عام 2011.

## ديسكوغرافيا

### ألبومات ستديو
| العنوان                     | السنة | أعلى ترتيب للأغاني | أعلى ترتيب للأغاني | أعلى ترتيب للأغاني |
| العنوان                     | السنة | AUT                | GER                | SWI                |
| --------------------------- | ----- | ------------------ | ------------------ | ------------------ |
| "In Exile" (as Paddy Kelly) | 2003  | 49                 | 13                 | —                  |
| "Human" (as Paddy Kelly)    | 2015  | 16                 | 3                  | 8                  |
| "Ruah"                      | 2016  | 20                 | 12                 | 57                 |
| "iD"                        | 2017  | 7                  | 5                  | 5                  |

### أغاني منفردة
| عنوان                             | سنة  | أعلى ترتيب للأغاني | أعلى ترتيب للأغاني | أعلى ترتيب للأغاني | ألبوم    |
| عنوان                             | سنة  | AUT                | GER                | SWI                | ألبوم    |
| --------------------------------- | ---- | ------------------ | ------------------ | ------------------ | -------- |
| "Pray Pray Pray" (as Paddy Kelly) | 2003 | 43                 | 13                 | —                  | In Exile |
| "When You Sleep" (as Paddy Kelly) | 2003 | 70                 | 45                 | —                  | In Exile |
| "Shake Away"                      | 2015 | —                  | —                  | 50                 | Human    |
| "Golden Age"                      | 2017 | —                  | —                  | 43                 | iD       |
| "iD" (featuring Gentleman)        | 2017 | —                  | 57                 | 60                 | iD       |

## روابط خارجية
- مايكل باتريك كيلي على موقع IMDb (الإنجليزية)
- مايكل باتريك كيلي على موقع ميوزك برينز (الإنجليزية)
- مايكل باتريك كيلي على موقع أول ميوزيك (الإنجليزية)
- مايكل باتريك كيلي على موقع ديسكوغز (الإنجليزية)
- مايكل باتريك كيلي على موقع ديسكوغز (الإنجليزية)
- مايكل باتريك كيلي على موقع قاعدة بيانات الفيلم (الإنجليزية)